# Oswald Herzog

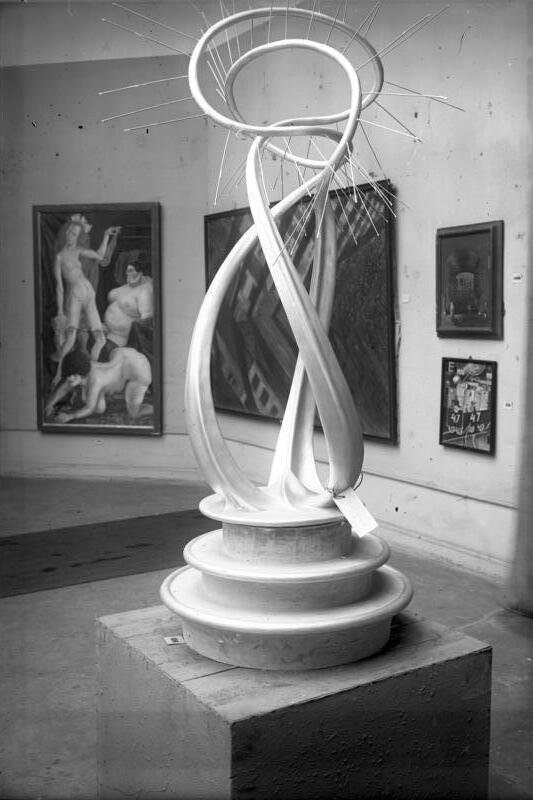
Skulptur von Herzog auf der Großen Berliner Kunstausstellung

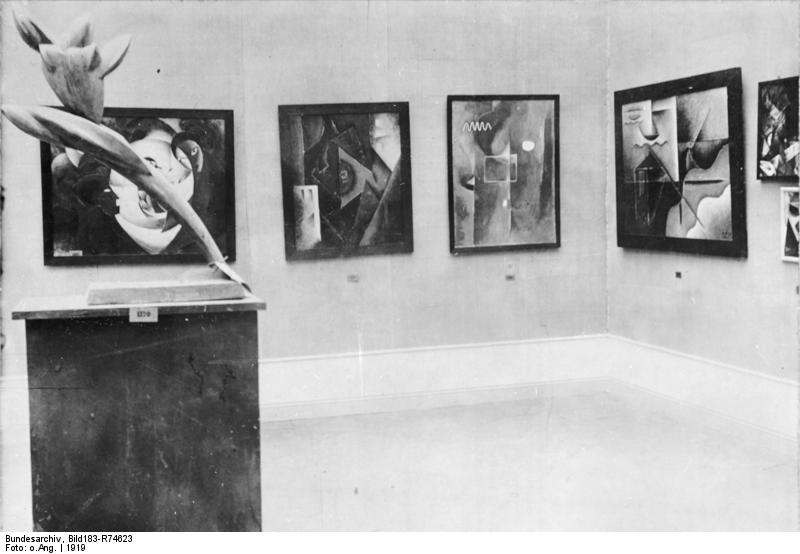
Links auf dem Sockel eine Plastik von O. Herzog

Oswald Herzog (* 14. März 1881 in Haynau; † etwa 1941) war ein deutscher Künstler, Grafiker und Bildhauer. Herzog schrieb zur allgemeinen Kunsttheorie und bezog dabei vieles auf sein eigenes expressionistisch-kubistisches Werk.
Für seine Kunst erfand er den Begriff abstrakter Expressionismus. Figuration und expressive Darstellungen seiner Figuren reichen bisweilen an Abstraktion und sind kubistisch, ähnlich wie die Werke Rudolf Bellings, Alexander Archipenkos oder William Wauers. Die Oberflächen seiner Skulpturen sind geglättet und fast immer mit einer Patina versehen. Herzog schreibt: Der rhythmische Maßstab liegt innerhalb der Polarität von groß und klein, stark und schwach, Ruhe und Bewegung. Zwischen diesen Polen liegt der ganze Formenreichtum der Natur und fließt in das mannigfaltig bewegte Leben, in das Werden und Vergehen.

## Ausstellungen
Er war Mitglied der in Berlin begründeten Künstlervereinigung Novembergruppe und hat u. a. in der Grossen Berliner Kunstausstellung, 1927 ausgestellt.
- 1937 wurden Arbeiten von ihm auf der von den Nationalsozialisten organisierten Münchner Ausstellung Entartete Kunst gezeigt.
- 1988 zeigte das Los Angeles County Museum of Art in der Ausstellung 'German Expressionists, 1915–1929: The Second Generation' einige seiner Skulpturen.[3]

## Skulpturen
- Entfliehen, von 1920
- Kniende Frau, um 1920
- Schmerz, von 1922

## Veröffentlichungen
- Oswald Herzog: Plastik, Sinfonie des Lebens, mit einem Vorwort von Bruno W. Reimann, Buch- u. Kunstheim K. & E. Twardy, Berlin 1921.
- Oswald, Herzog: Zeit und Raum. Das Absolute in Kunst und Natur, J. J. Otten, N68 .H4, Berlin-Frohnau, 1928.
- Oswald Herzog: Stilistische entwicklung der bildenden Künste, eine einführung in das wesen der Kunst, Berlin, C. Hause, 1912.

## Webseiten mit Abbildungen
- Portraitfoto von Oswald Herzog bei Getty Images:
- Mutual Art / Oswald Herzog
- Los Angeles County Museum, Los Angeles, USA
- Grafikbeispiel